# Ingrid Bilardie
Ingrid Bilardie (Alkmaar, 23 februari 1971) is een Nederlandse schrijfster van zowel kinderboeken als boeken voor volwassenen.

## Levensloop
Ingrid Bilardie schreef als kind al verhaaltjes, die vaak over paarden en het circus gingen. Na haar studie werkte ze enige tijd als Prince2 projectmanager in de ICT sector, maar het schrijven bleef een rode draad in haar leven. In 2009 debuteerde ze bij Uitgeverij Averbode met haar bijdrage aan de serie Vlaamse Filmpjes: Fee. Een jaar later kwam bij uitgeverij Delubas het boek Een haai in het IJsselmeer uit. Andere kinder- en jeugdboeken volgden. Ook werkte ze mee aan educatieve uitgaven zoals de Leesparade van uitgeverij Delubas.
In 2010 debuteerde ze als schrijfster van korte verhalen bij de literaire uitgeverij Parelz met de bundel Sneeuwwit.

### Kinderen
- 2009 - Fee, Averbode
- 2010 - Een haai in het IJsselmeer, Delubas
- 2011 - Krokodillen in het gras, Ninoboeken van SWP
- 2012 - Mars is van Zilver, uitgeverij Borre
- 2012 - Paniek in het dierenziekenhuis, Delubas
- 2014 - Duinmist, Delubas
- 2014 - De week waarin Bastiaan Nobel zich vreselijk vergiste, van Tricht
- 2014 - De Drakendokter - Gideon, Graviant
- 2015 - De Drakendokter - Vooruit Skywender, Graviant
- 2017 - De Drakendokter - De Jessy draak, Graviant

### Volwassenen
- 2009 - Sneeuwengel, Parelz
- 2009 - twee korte verhalen in lit. tijdschrift Opspraak
- 2010 - Sneeuwwit, volledige verhalenbundel bij Parelz

### Autisme
- 2022 - Wegwijs rondom autisme ISBN 9789492593160